# Palazzo Barone

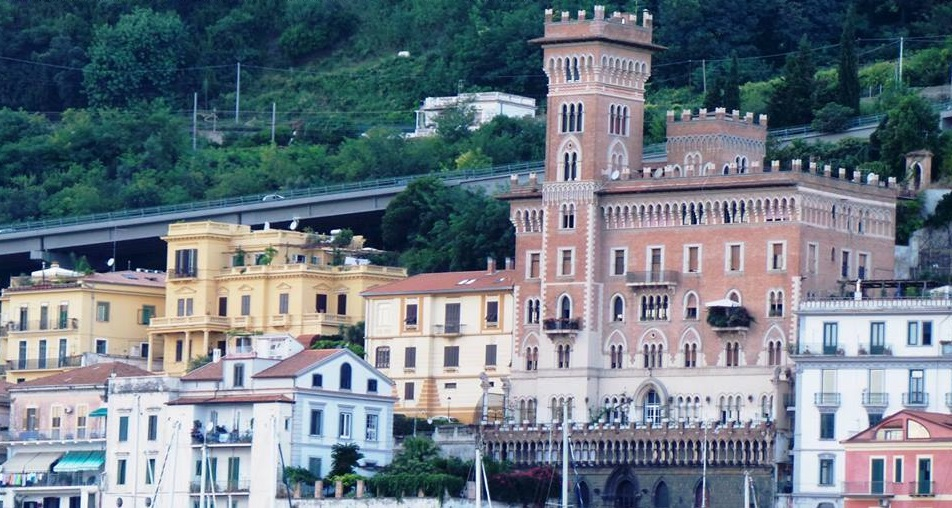
Palazzo Barone

Der Palazzo Barone ist ein Palast aus den 1920er-Jahren in Salerno in der italienischen Region Kampanien. Nach der Befreiung der Stadt im Zweiten Weltkrieg durch die Angloamerikaner war in dem neugotischen Gebäude das Außenministerium der ersten postfaschistischen italienischen Regierungen untergebracht.

## Geschichte

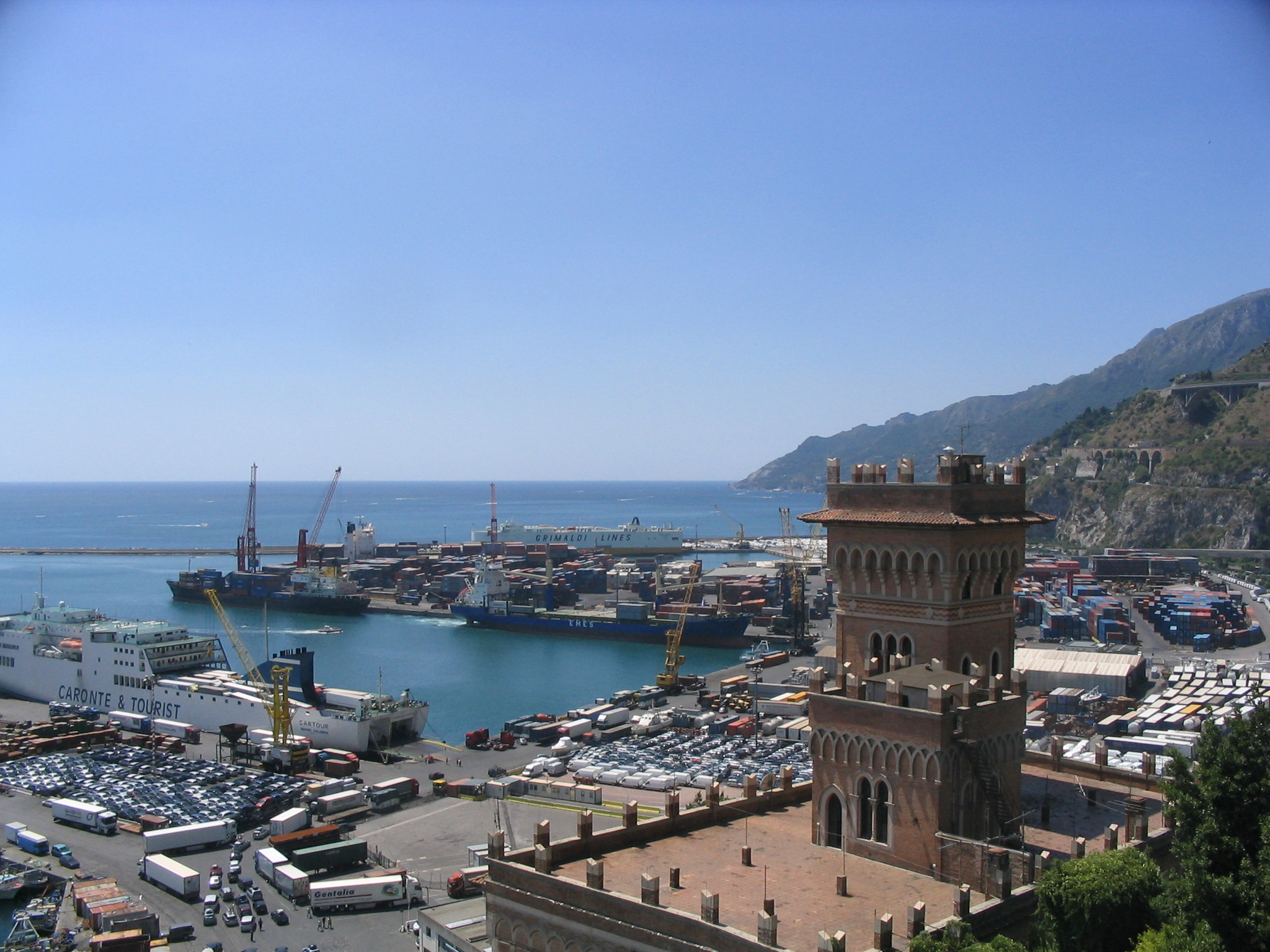
Der Turm des Palazzo Barone über dem Hafen von Salerno

Die Familie Barone war eine Adelsfamilie von Notaren und Gesetzeshütern. Sie sind im nahegelegenen Tal des Irno seit dem Hochmittelalter bezeugt, wo sie nachweislich Lehen in Baronissi und Salerno besaßen. 
In den 1830er-Jahren bereicherte Antonio Barone, ein wohlhabender Unternehmer und kultivierter Literat, die Stadtlandschaft von Salerno mit dem Bau einer exzentrischen Villa in der Via Benedetto Croce.
Die ältesten Aufzeichnungen über das Gebäude stammen aus dem ersten Viertel des 20. Jahrhunderts, als Cavalliere Antonio Barone Anstalten machte, an einem Teil des Hangs an der Via Indipendenza ein Wohngebäude zu errichten. Mit dem Projekt betraute er den Bauingenieur Domenico Lorito und am 24. Juni 1925 erhielt er die Baugenehmigung von der Baukommission. Die gegensätzlichen Projektvisionen von Auftraggeber und Lorito, der sich nach 1922 einem einfachen und rationalen Architekturstil angenähert hatte, brachten Antonio Barone dazu, die anfängliche Idee aufzugeben und am 25. Februar 1927 ein neues Projekt der Bauingenieure Mario Siniscalchi und Luigi Mellucci für das Gebäude vorzulegen. Für die architektonischen Verzierungen des Baus war der Architekt Matteo d’Agostino betraut worden. Die tragende Idee für das Neubauprojekt war eine gemischte Nutzung des Gebäudes als Hotel und Wohngebäude.
In den Jahren 1928 und 1929 begann ein Streit zwischen Antonio Barone und den Eigentümern der angrenzenden Paläste über die Fertigstellung der Seitenfassaden, wovon eine umfangreiche Korrespondenz im Stadtarchiv erhalten ist. In den Tagen, in denen Salerno de facto italienische Hauptstadt war (11. Februar – 15. Juli 1944), wurde der Palast zum Sitz des Außenministeriums. In den Räumen im ersten Obergeschoss versammelte der Generalsekretär Renato Prunas alle italienischen Diplomaten, die in Salerno anwesend waren, um ihre persönlichen Meinungen über die Verhandlungen zur Wiederaufnahme der diplomatischen Beziehungen mit Moskau zu erhalten.

## Beschreibung

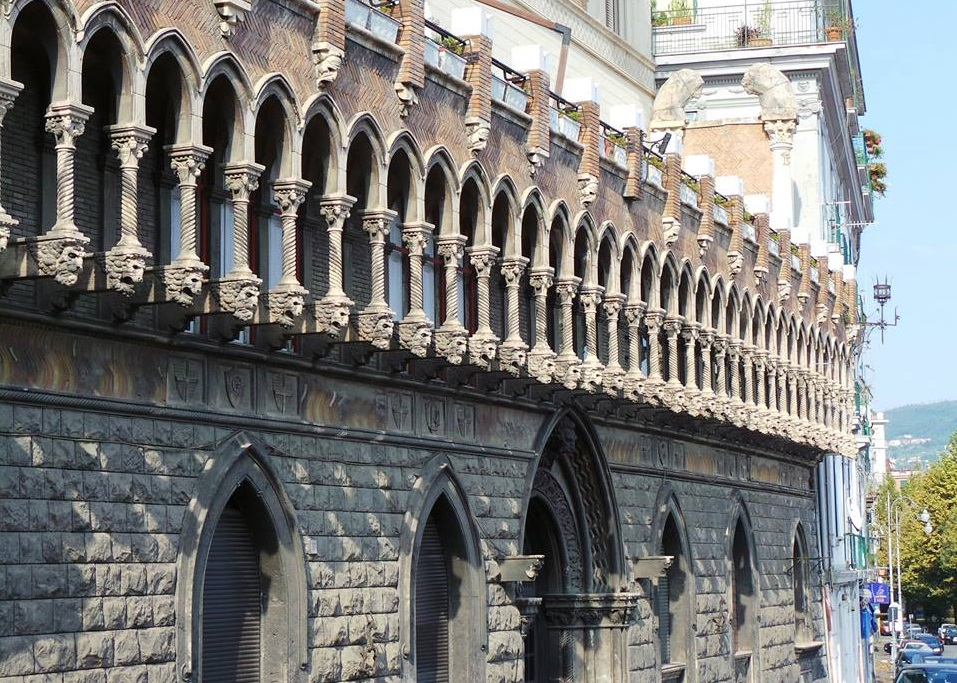
Die Loggia

Die Wahl eines historisierenden Stils, der auf die Neugotik des 19. Jahrhunderts Bezug nimmt, stellt mitten in der modernen Bewegung mehr dar als einen bizarren Revival-Geschmack. Die Verzierungen und die Wahl des Architekturstils, beide rigoros vom Auftraggeber inspiriert, berufen sich bewusst auf die mediterrane Architekturgeschichte und die Geschichte der Stadt Salerno, auf die jedes Zierelement Bezug nimmt. 
Der unklare Verwendungszweck (luxuriöses Hotel oder Wohngebäude) hatte einen großen Einfluss auf die Wahl der Projektanten, ob es nun den Grundriss oder den Höhenriss betraf. Die Grundrisse des Erd- und des Zwischengeschosses bilden eine geschlossene Front zur Straße hin. Oberhalb dieses Sockelbereiches springt das Gebäude mit einer Terrasse – zugänglich auch über eine Rampe direkt von der Straße aus und an den Seiten begrenzt durch ein Säulenpaar mit Löwen darauf – zurück. Das Stockwerk mit der Terrasse hatte die Funktion, die öffentlichen Räume von den privaten zu trennen. Im Falle, dass das Gebäude als Hotel genutzt werden sollte, sollte dieses Stockwerk als „Halle mit Speisesälen, Spielsälen und Unterhaltungsräumen“ dienen.
Der Sockel ist durch eine interessante Verkleidung in „Bique“ mit bleigrauem Lavagestein, in regelmäßigen Schichten angeordnet, gekennzeichnet. Die Öffnung in der Mitte und die fünf seitlichen sind mit Travertinrahmen versehen, während eine Reihe von kleinen Bögen und Konsolen die Öffnungen des Zwischengeschosses einrahmen und so sowohl die Möglichkeit bieten, die Innenräume besser zu belichten, ohne die Fenster an der Hauptfassade übermäßig zu öffnen, als auch, die Fläche der darüberliegenden Terrasse zu vergrößern. Die Zinnen aus Terracotta, die die Balustrade der Terrasse bilden, nehmen die Materialien und Farben der oberen Stockwerke vorweg. Die Fenster, doppelt, dreifach oder vierfach, mit kleinen, gedrehten Säulen und Spitzbögen mit erhöhten Sockeln bestehen aus Kunststein, der den Travertin aus Fajano imitiert. Die Verzierungen werden in den oberen Stockwerken einfacher und enden mit einem Motiv aus kleinen Bögen und Zinnen, die das Traufgesims des Daches stützen. Der Turm springt etwa 1,5 Meter über die Gebäudefront vor und wiederholt die Ziermotive der übrigen Fassade, auch, um die Symmetrie gegenüber der Achse des Eingangstors zu wahren.

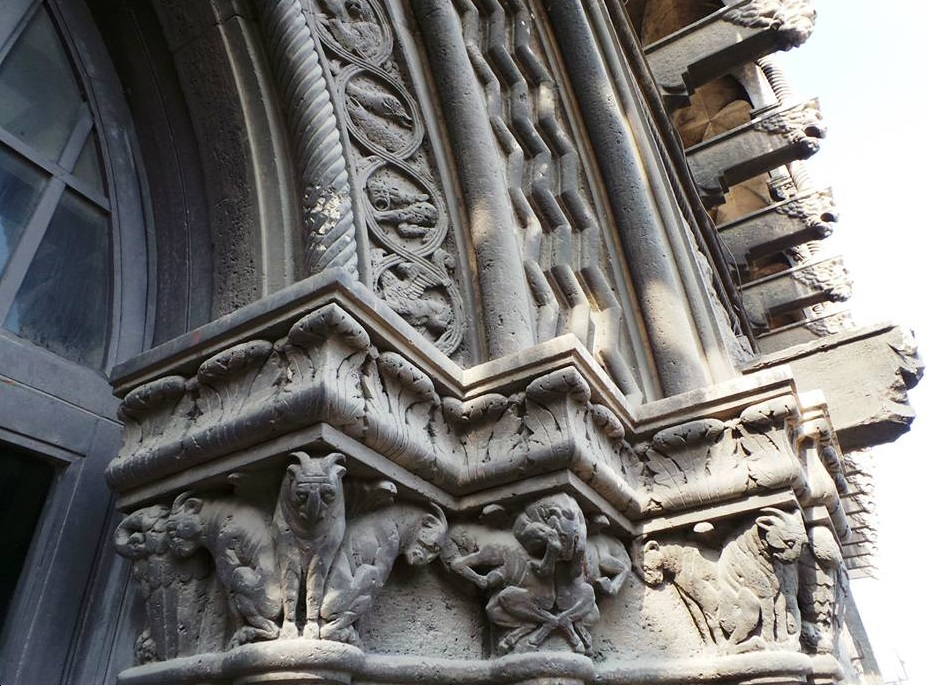
Detail der Verzierungen

Besonderes Augenmerk wird auf den die Verzierungen gelegt, die der kultivierte Auftraggeber auswählte, der in seinem Wohnhaus an die Geschichte von Salerno erinnern wollte. Die Löwen und die Dekore des Hauptportals der Villa erinnern offen an die Löwen und die Reliefe des Zugangstores zur Kathedrale ‚‚San Matteo‘‘, die hängenden Bögen der Loggia, die Verflechtung der mittelalterlichen Arkaden am Palazzo Fruscione, die Spitzbögen in den unteren Stockwerken und die Schmiedeeisenarbeiten erinnern an die islamisch-byzantinische Kultur, deren Spuren im historischen Zentrum der Stadt zu sehen sind.
Deutlich ist, dass Matteo d'Agostino den Geschmack seines Auftraggebers traf und sich zu dessen Interpreten machte; Antonio Barone konzipierte die Architektur als Theaterszene, wie eine fortgesetzte Inszenierung für Aufführungen, und gerade D'Agostino erschien durch seine akademische Formung und seine Familientradition besser als jeder andere Architekt aus Salerno seinem Traum Körper und Seele zu verleihen.
Im Laufe der Zeit weitgehend unverändert, erfasst man die Veränderungen des Paares der Öffnungen im Erdgeschoss, die zum Eingangsportal symmetrisch angebracht sind: Sie wurden 1939 in Fenster umgewandelt.